# Papilioninae
Le Papilioninae Latreille, 1802, sono una sottofamiglia di farfalle appartenenti alla famiglia Papilionidae.
La specie tipo di questa sottofamiglia è Papilio machaon.

## Tassonomia
La sottofamiglia Papilioninae è suddivisa in 4 tribù:
- Leptocircini (in precedenza noti come Graphiini)
- Teinopalpini
- Troidini
- Papilionini

## Alcune specie
Le farfalle di questa sottofamiglia diffuse in Italia sono:
- Papilio alexanor
- Papilio hospiton
- Papilio machaon
- Iphiclides podalirius